# Виткурья
Виткурья (в верховье Ильментов) — река в Архангельской области России, протекает по территории Цигломенского округа города Архангельска, Заостровского и Лисестровского сельских поселений Приморского района. Длина реки составляет 11 км.
Берёт начало из озера Коровье юго-восточнее посёлка Васьково. Река течёт с юга на север. Устье реки находится в 1 км по левому берегу протоки Северной Двины Исакогорки (Тойнокурьи).
В нижнем течении реку пересекает мост автодороги Холмогоры (М-8).
1130 годами датируется архангельский клад из 1915 монет (более 90 % из них — германской чеканки) и около 20 ювелирных украшений, найденный на правом берегу небольшого ручья, впадающего в речку Виткурья (Вихтуй) в 1989 году во время сельскохозяйственных работ. Среди находок — витой серебряный браслет, височное кольцо «волынского» типа, фрагмент семилучевого височного кольца. Архангельский клад XII века на Виткурье и могильники XII—XIII веков южного берега Кольского полуострова в районе реки Варзуги являются самыми северных археологическими местонахождениями развитого средневековья, свидетельствующих об этнокультурных традициях этого региона и о начальных контактах его с древнерусским миром.

## Данные водного реестра
По данным государственного водного реестра России относится к Двинско-Печорскому бассейновому округу, водохозяйственный участок реки — Северная Двина от впадения реки Вага и до устья, без реки Пинега, речной подбассейн реки — Северная Двина ниже места слияния Вычегды и Малой Северной Двины. Речной бассейн реки — Северная Двина.
Код объекта в государственном водном реестре — 03020300412103000039463.